# Arno Kersten
Arno Kersten (* 15. Juli 1838 in Altenburg; † 9. Mai 1915 ebenda) war ein deutscher Fotograf.

## Leben
Kerstens Eltern waren Heinrich Friedrich Lebrecht Kersten und Natalie Kersten, geb. Schlegel. Ab 1862 betrieb Arno Kersten in Altenburg zunächst mit dem Gürtlermeister Hermann Köhler zusammen eine Spiegel- und Rahmenmanufaktur. Später ergänzte der Verkauf von Versicherungen und eine Agentur für Auswanderer das Geschäft. 1863 heiratete er Agnes Laura Bergt, aus der Ehe gingen fünf Kinder hervor. 1865 verließ Kersten die Firma. Er eröffnete ein Material- und Schnittwarengeschäft in Rötha und vertrieb gleichzeitig Feuerversicherungen. Bereits 1867 schloss Kersten dieses Geschäft und zog nach Altenburg zurück, wo er das Atelier des Fotografen Bruno Blücher am Markt 241 (heute 20) übernahm. Unklar ist, wie und wo Kersten den Beruf des Fotografen erlernt hatte. Sein Geschäft stieg jedoch bald zum führenden Fotoatelier Altenburgs auf. 1869 zog Kerstens Atelier in ein eigens erbautes Gebäude am Johannisgraben Nr. 590g (heute Nr. 2). 1871 verlieh Herzog Ernst I. von Sachsen-Altenburg Kersten das Prädikat „Hofphotograph“. 1874 errichtete Kersten ein zweites Ateliergebäude in Altenburg. Bis heute besonders wichtig sind Kerstens Architekturfotos der Residenzstadt Altenburg. Überliefert sind auch zahlreiche Porträt-Aufnahmen, darunter auch Porträtfotos der herzoglichen Familie.
Kersten übergab sein Atelier 1899 an seinen Sohn Otto Kersten (1868–1933), der es 1912 an den Porträtmaler Joseph Bernath (1874–1945) verkaufte, der es bis 1938 unter dem Namen „Arno Kersten Sohn Nachfahren“ weiterführte. Der umfangreiche Nachlass des Fotoateliers hat sich fast vollständig erhalten. Er befindet sich seit 1992 im Schloss- und Spielkartenmuseum Altenburg und umfasst mehr als 20.000 Glasnegative und 5.000 Abzüge sowie elf Hintergrundprospekte aus dem Atelier und die Register zu den Fotoplatten.